# Hypocnemis cantator
Hypocnemis cantator е вид птица от семейство Thamnophilidae. Видът е почти застрашен от изчезване.

## Разпространение
Видът е разпространен в Бразилия, Венецуела, Гвиана, Суринам и Френска Гвиана.